# Зейдити
Зейдити (араб. الزيدية‎‎), Зейдитський мазгаб — прибічники течії в ісламі, заснованої Зейдом ібн Алі Ібн Хусейном (700—740). Одна з найстарших правових шкіл в ісламі. Попри те, що зейдитський мазгаб вважається шиїтською богословською школою, з багатьох доктринальних питань позиція зейдитів відрізняється від богослов'я інших (імамітських) шиїтських мазгабів, і близька до сунітського ісламу. Зейдити зайняли «найпоміркованішу» серед усіх шиїтів позицію, проявляючи релігійну терпимість до сунітів.

## Історія
Виникнення зейдитського мазгабу пов'язують з іменем Зейда ібн Алі (700—740), що був членом сім'ї пророка Мухаммеда. Його батьком був 4-й імамітський імам Алі Зайн аль-Абідін, а дідом Хусейн ібн Алі. Зейд ібн Алі був також братом Мухаммеда ібн Алі аль-Багіра (5-го імамітського імама). Частина мусульман Месопотамії, які мешкали в районі Куфи, виступили з вимогами про передачу влади нащадкам Алі. Виступ проти омеядського халіфа вилився у відкрите повстання, під час придушення якого Зейд загинув. Розробка віровчення зейдитів належить одному з послідовників Зейда — Касиму аль-Рассі (787-856). Його онук Ях'я ібн Касим, що народився в 859 р. у Медині, був запрошений до Ємену, жителі якого потребували лідера, який очолив би їх боротьбу з карматами. Там утворилась незалежна держава зейдитів.

## Вчення
У вченні зейдитів відчувається вплив мутазилітів. Зейдити вважають Коран творінням Аллаха. На відміну від інших шиїтських течій вони не вірять у «прихованого імама», виступають проти культу святих пророків, не визнають суфійського містицизму, тому серед зейдитів ніколи не були поширені дервішські братства. Зейдити — прибічники виборного імама. Вони визнають імама захисником віри, вважають, що він мусить належати до роду Алі, але заперечують його божественну сутність і не вважають первосвященником. Зейдити допускали існування одночасно кількох імамів у різних мусульманських державах. Вони також заперечували безумовне напередвизначення.

## Зейдити у світі
Політична активність зейдитів, що часто очолювали народні рухи, призвела до утворення низки зейдитських держав у різних кінцях Халіфату: Ідрісидів у Північній Африці (789—926), зейдитських держав в Табаристані (863—928) і Ємені (901—1962). Нині більшість зейдитів зосереджено в Північному Ємені, де вони становлять більш як половину населення. Зейдитські общини існують також у Саудівській Аравії, Пакистані та інших країнах.